# پالدال-گو
پالدال-گو (به لاتین: Paldal-gu) یک منطقهٔ مسکونی در کره جنوبی است که در سوون واقع شده‌است. پالدال-گو ۱۲٫۸۶ کیلومتر مربع مساحت و ۲۱۷٬۰۹۳ نفر جمعیت دارد.